# Patricia Dopchie
 (juillet 2025).
Motif : Article vide. Notoriété à démontrer par un apport de sources.
- Archive Wikiwix
- Bing
- Cairn
- DuckDuckGo
- E. Universalis
- Gallica
- Google
- G. Books
- G. News
- G. Scholar
- Persée
- Qwant
- (zh) Baidu
- (ru) Yandex
- (wd) trouver des œuvres sur Wikidata

| 1. | Préciser le motif de la pose du bandeau. | Précisez le motif de la pose du bandeau en utilisant la syntaxe suivante : {{admissibilité à vérifier\|date=juillet 2025\|motif=remplacez ce texte par le motif}}                     |
| 2. | Informer les utilisateurs concernés.     | Pensez à avertir le créateur de l'article, par exemple, en insérant le code ci-dessous sur sa page de discussion : {{subst:avertissement admissibilité à vérifier\|Patricia Dopchie}} |

Patricia Dopchie, née le 16 avril 1960 à Bosondjo (Congo), est une artiste peintre belge.

## Expositions
- 1988 : Tournai – Maison de la Culture  « Univers trois-3 «  avec Francis Dusépulchre et Eric Fourez.
- 1988 , 1990 : Paris – Grand Palais « Grands et Jeunes d'aujourd'hui ».
- 1988, 1989, 1991 : Gand - Linéart – One man show - Galerie L'Estampe.
- 1991 : Bruxelles - Galerie De Carnière
- 1991 : Saint Idesbald - Galerie Piatno
- 1992, 1995 : Assenede - Triennale A(rt) ssenede.
- 1995 : Assenede – Galerie Pim De Rudder
- 1997 : Eke - Galerie Labo Art
- 1998 : Bruxelles -  Galerie Aleph
- 1998 : Assenede -  Galerie Pim De Rudder
- 1999 : Saint Idesbald - Galerie Piatno
- 1999 : Tournai – Mons - Banque Bruxelles Lambert  Expositions monographiques
- 2000 : Namur - Maison de la Culture
- 2000 : Liège - Musée de l'Art wallon - « Un double regard sur 2000 ans d'art wallon »
- 2000 : Mariemont - Musée Royal « Féerie pour un autre livre »
- 2001 : Saint-Hubert - Palais abbatial « Collection de la Province de Hainaut ».
- 2003 : Heurnes - Galerie Labo Art
- 2004 : Tournai - Galerie Balthazart
- 2004 : Jambes - Galerie Détour
- 2008 : Tournai - Bibliothèque Communale « Patricia Dopchie Livres et peintures »
- 2009 : Heurnes - Galerie Labo Art
- 2010 : Tournai - Maison de la Culture - Exposition monographique
- 2010 : Namur - Maison de la Culture -  « L'abstraction belge depuis 1945, Collection Dexia »
- 2011 : Zeebrugge - M.G. Art Gallery, avec Hilde Van Sumere.
- 2011 : Heurnes - Galerie Labo Art, avec Jean-Michel François.
- 2013 : Zeebrugge - M.G. Art Gallery, avec Jean-Michel François.
- 2015 : Zeebrugge - M.G. Art Gallery, avec Johan Parmentier.
- 2016 : Zeebrugge - M.G. ART Gallery « Abstraction avec Guy Vandenbranden et Léon Wuidar »
- 2019 : Jambes - Galerie Détour